# Johan Henriksson
Johan Henriksson (i riksdagen kallad Henriksson i Kolbuxeröd), född 24 maj 1833 i Röra församling, Göteborgs och Bohus län, död där 18 december 1867, var en svensk hemmansägare och riksdagsman.
Henriksson var hemmansägare i Kolbuxeröd på Orust. Han företrädde bondeståndet i Orusts och Tjörns härader vid ståndsriksdagen 1865–1866. Han var senare även ledamot av riksdagens andra kammare.